# Lodowiec Arctowskiego
Lodowiec Arctowskiego (norw. Arctowskibreen) – lodowiec na Spitsbergenie, na południe od Sassenfjorden. Nazwę nadał w 1920 roku szwedzki podróżnik Gerard de Geer na cześć Henryka Arctowskiego.